# Tizi Alouane
Tizi Allouane est un village de Kabylie (wilaya de Bejaia) qui se trouve dans la commune d'Aït R'zine, daïra d'Ighil Ali, wilaya de Béjaïa. Il a environ 3 000 habitants.